# Thamnocephalis quadrupedata
Thamnocephalis quadrupedata är en svampart som beskrevs av Blakeslee 1905. Thamnocephalis quadrupedata ingår i släktet Thamnocephalis och familjen Sigmoideomycetaceae.   Inga underarter finns listade i Catalogue of Life.